# Barbara Hepworth

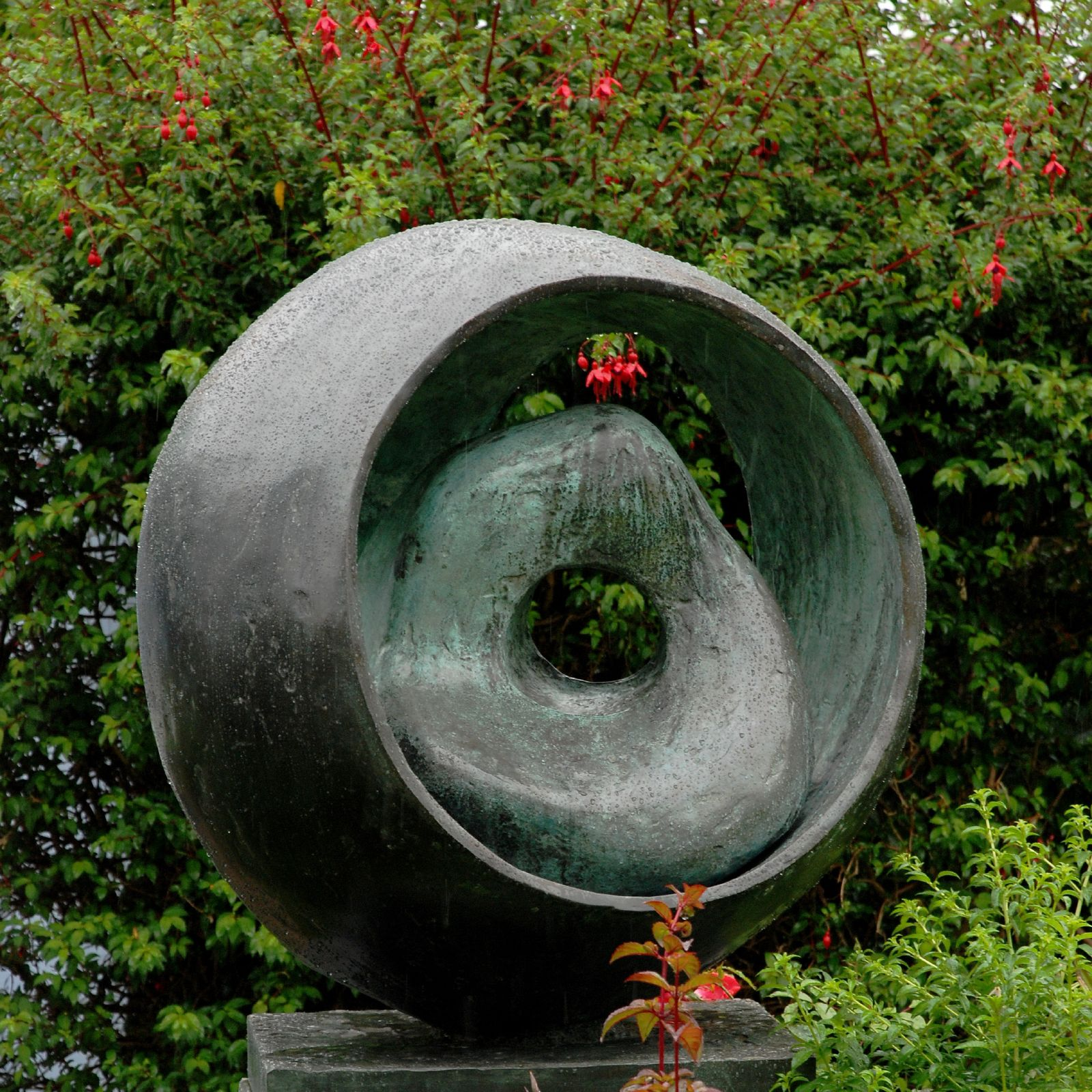
Muzeum Barbary Hepworth, St Ives

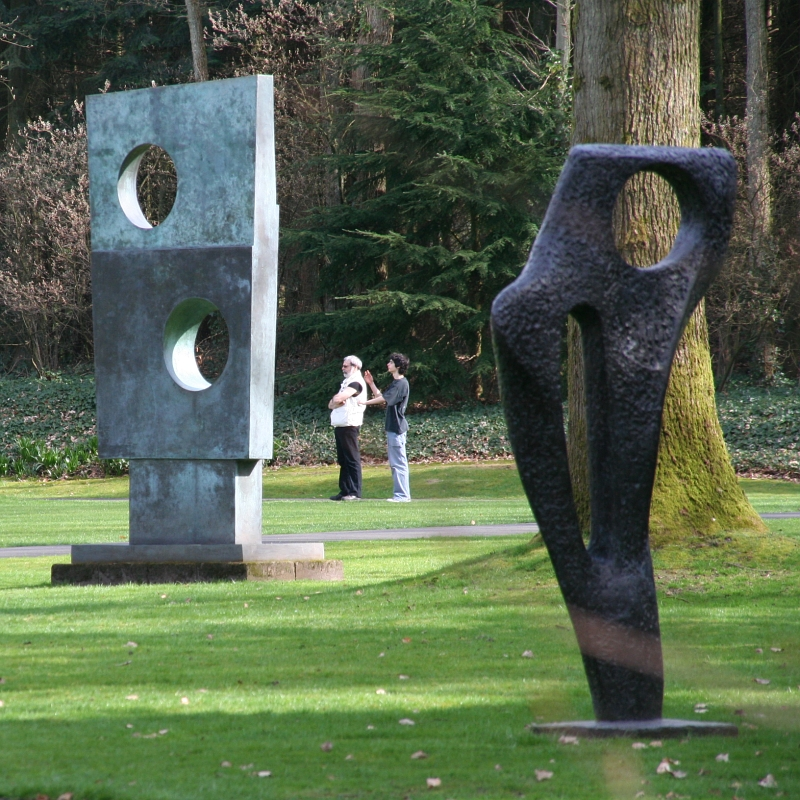
Kröller-Müller Museum, Holandia

Barbara Hepworth OBE (ur. 10 stycznia 1903, zm. 20 maja 1975 w St Ives) – rzeźbiarka brytyjska, członek grup Abstraction-Création i Unit One. Razem z Henrym Mooreʼem byli pionierami brytyjskiej awangardy lat 30. i 40. XX wieku.

## Życiorys
Ukończyła rzeźbę w Leeds School of Art (1920-21) i Royal College of Art (1921-24) w Londynie, gdzie poznała malarzy Raymonda Coxon i Ednę Ginesi oraz rzeźbiarza Henry Mooreʼa. Podczas pobytu we Włoszech poślubiła rzeźbiarza Johna Skeapinga (1925). Oboje zaczęli rzeźbić w kamieniu. Rok później powrócili do Londynu. Dołączyli do London Group oraz Seven and Five Society. Małżeństwo przestało istnieć w 1933. Artystka wyszła powtórnie za mąż pięć lat później, a w 1939 przeniosła się na stałe wraz z mężem, Benem Nicholsonem, do St Ives w Kornwalii. Dziś znajduje się tam Muzeum Barbary Hepworth będące częścią Tate St Ives.
Prace Barbary Hepworth prezentowane na zbiorowych wystawach w 1932 (Tooth's) i 1933 (Lefevre) roku pokazały skłonność artystki do abstrakcji. Od tego czasu abstrakcja stała się głównym kierunkiem jej twórczości. Podobnie jak Moore'a interesowały ją zagadnienia przestrzeni integralnej z rzeźbą (za sprawą drążonych w rzeźbie otworów) oraz podkreślanie w niej charakterystycznych cech materiału, z którego jest zrobiona. Owe wydrążone na przestrzał otwory stały się jednym z bardziej rozpoznawalnych elementów jej dzieł. Rzeźbiarka odwiedziła w Paryżu warsztaty Arpa, Brancusiego, Mondriana, Braqueʼa i Picassa. Dołączyła także do ugrupowania Abstraction-Création.
Zginęła w pożarze.